# Metapogon pictus
Metapogon pictus là một loài ruồi trong họ Asilidae. Metapogon pictus được Cole miêu tả năm 1916.